# Нижанковичі (станція)
Нижанко́вичі — проміжна залізнична станція Львівської дирекції Львівської залізниці. Розташована в селищі Нижанковичі Самбірського району Львівської області на неелектрифікованій лінії Хирів — Нижанковичі, за 12 км від станції Перемишль-Головний (Польща).

## Історія
Станція та вокзал в Нижанковичах були побудовані 1872 року, одночасно з прокладанням Першої угорсько-галицької залізниці, яка простяглася з Перемишля до Хирова і далі, через Лупківський перевал, до Угорщини. Станцію звели за 2,5 км від центру Нижанковичів, на північній околиці, яка тоді мала назву Посада Нижанковицька. Будинок вокзалу вцілів під час двох світових воєн. Нині його фасад відремонтований, тому споруда вокзалу збереглась у гарному стані.
До приходу радянської влади через станцію Нижанковичі курсувало чимало пасажирських та вантажних поїздів. Після встановлення радянсько-польського кордону (він проходить за кількасот метрів від станції) вона стала кінцевою на лінії Хирів — Нижанковичі. Наразі інколи здійснюються незначні вантажні перевезення.
У 2023 році завершено капітальний ремонт  залізничної колії Держкордон (Загуж) — Хирів — Держкордон (Нижанковичі) та Самбір — Хирів з відновленням прилеглих об'єктів залізничної інфраструктури вартістю 516,5 млн грн.
20 травня 2024 року відновлено рух приміських поїздів сполученням Самбір — Нижанковичі, в якості експерименту та вивчення пасажиропотоку.

## Цікаві факти
Нижанковичі згадуються в романі Ярослава Гашека «Пригоди бравого вояка Швейка». Можливо, тут був і сам автор.
«Одне було погано, — він (Швейк) ні з ким не міг порозумітися, і його разом з іншими потягли на Добромиль, де мав початися ремонт залізниці через Перемишль в Нижанковичі. В етапній канцелярії в Добромилі їх усіх переписали» (з книжки «Пригоди бравого вояка Швейка»).
Нижанковичі входять до туристичного маршруту «Шляхами бравого вояка Швейка».

## Світлини

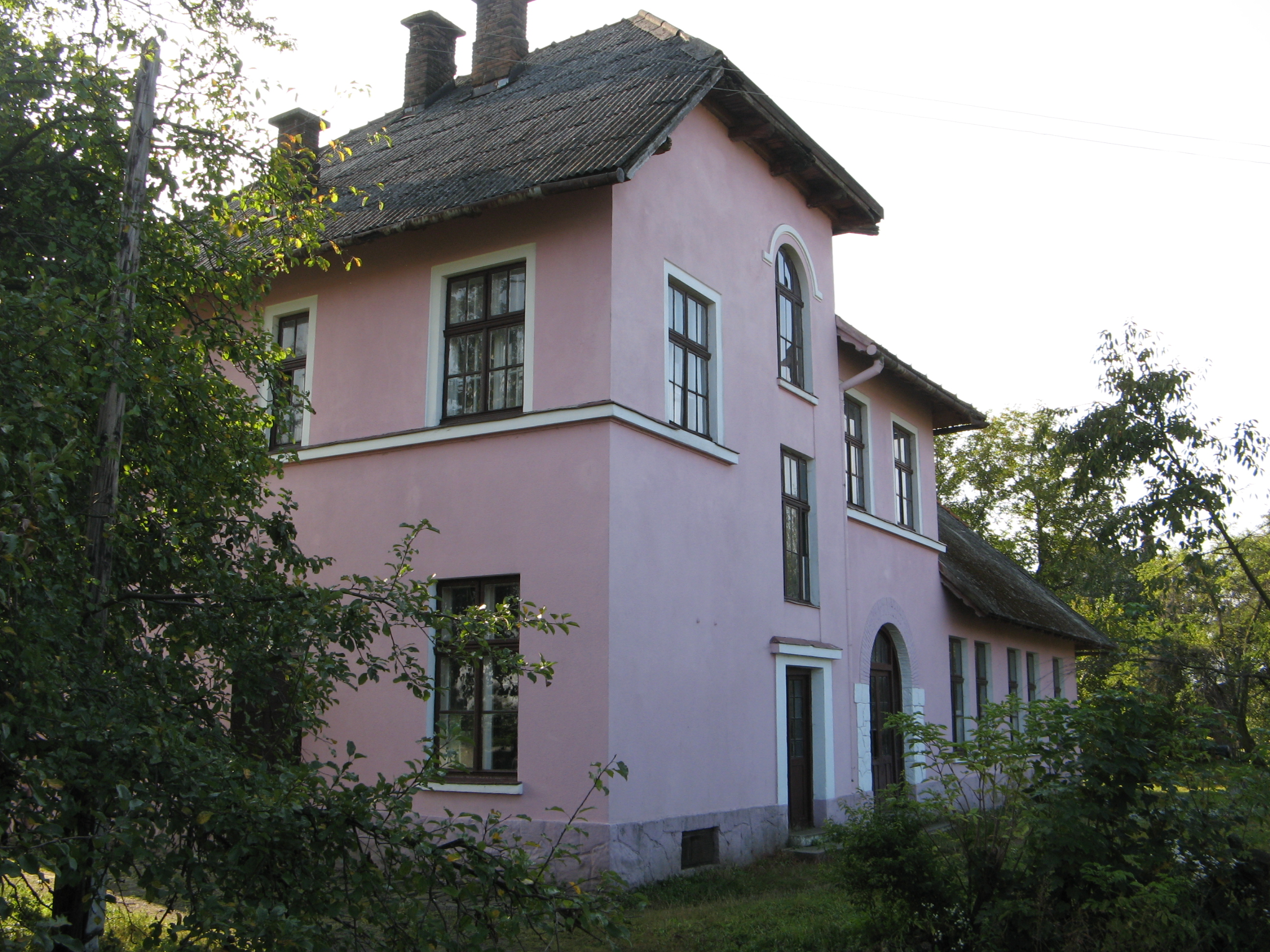
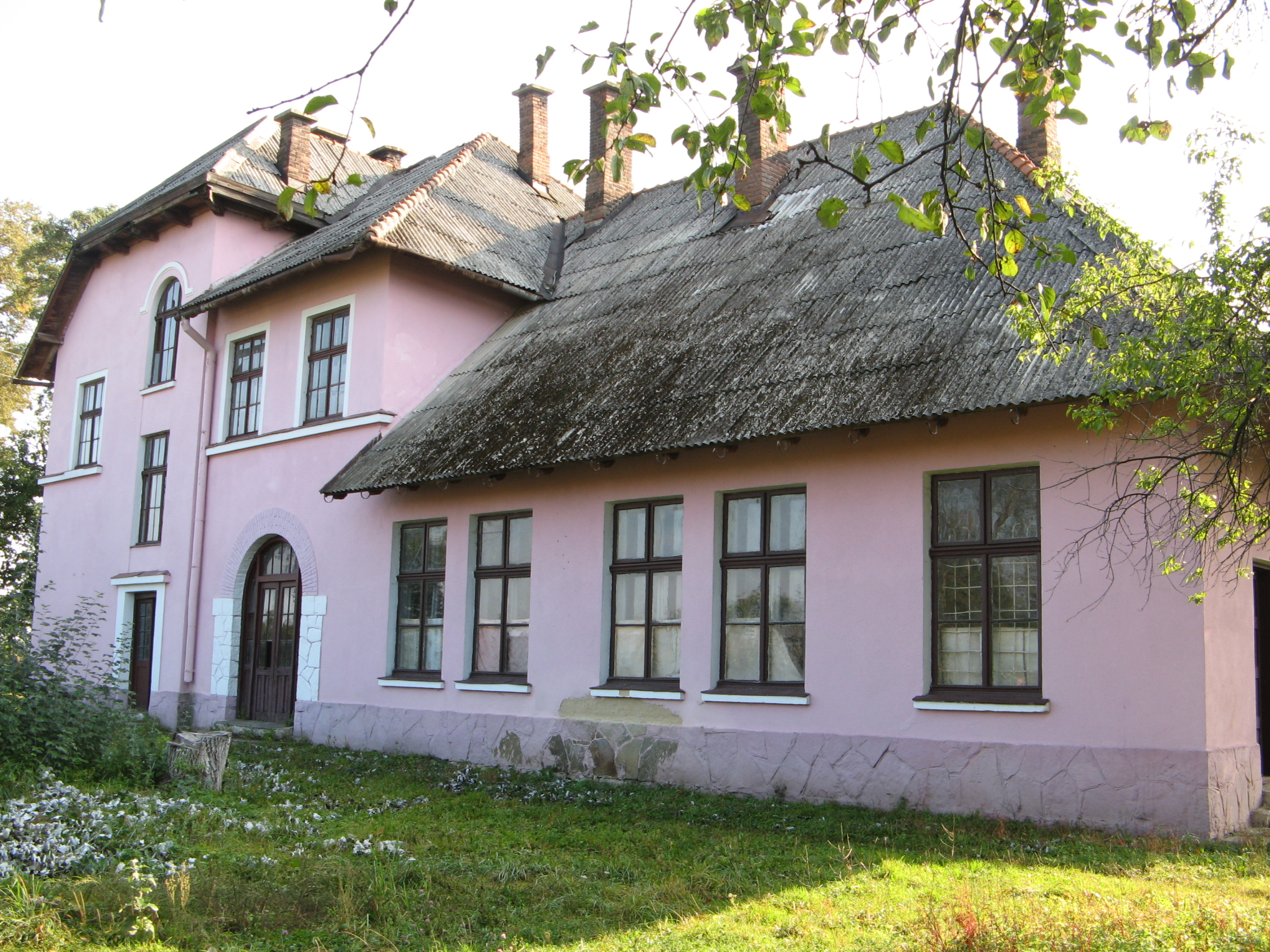
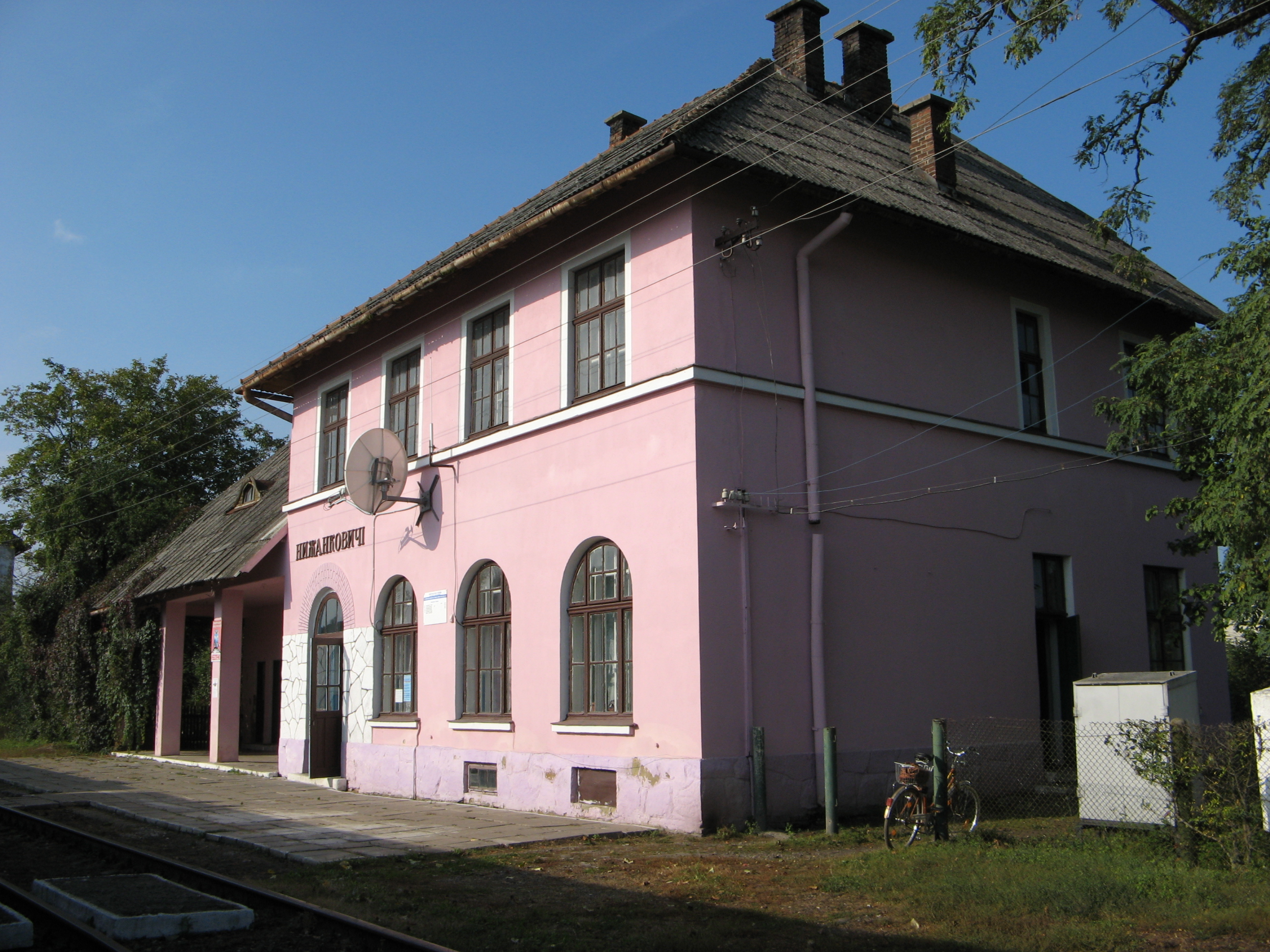
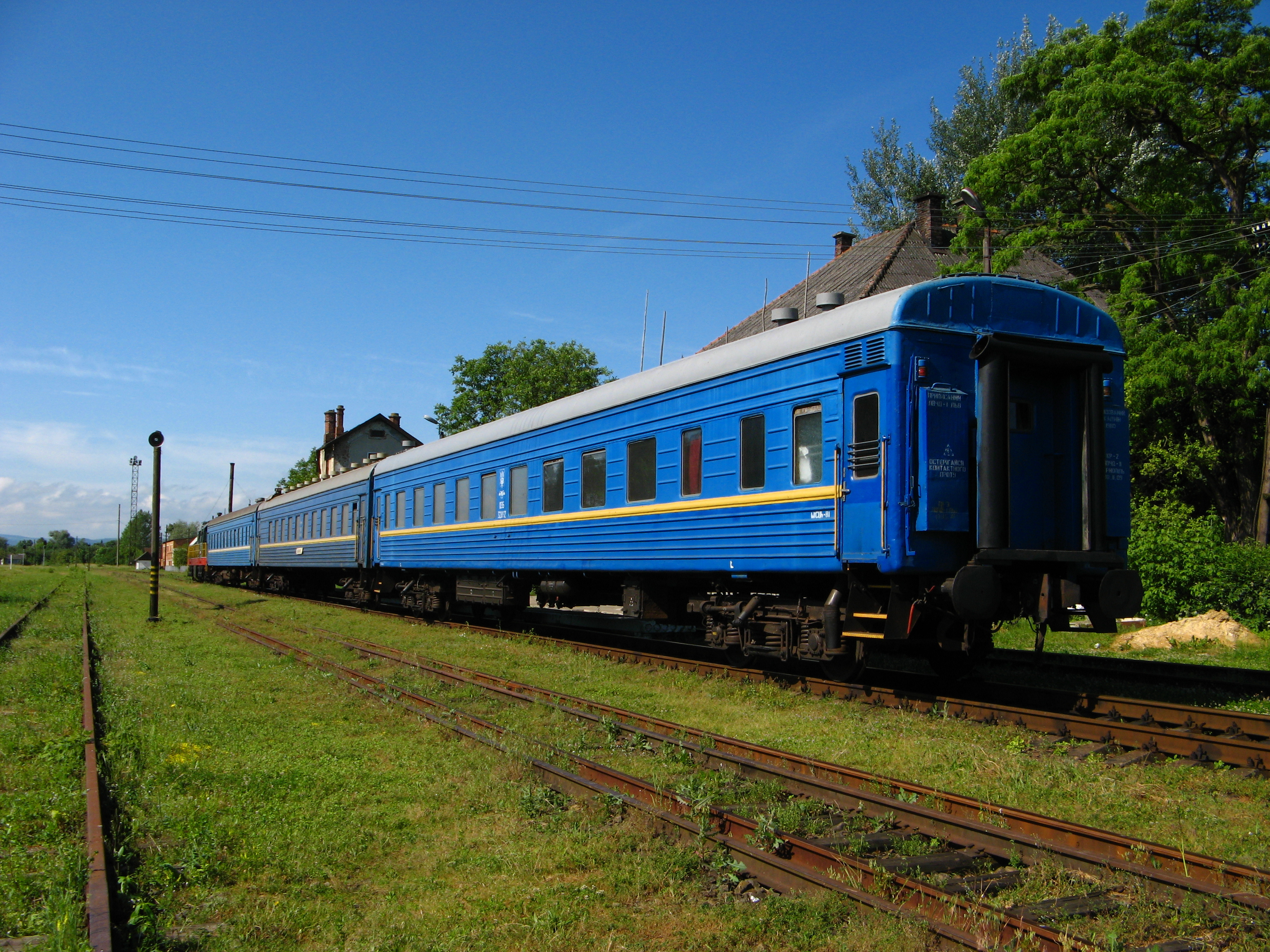
Поїзд сполученням Самбір — Нижанковичі